# Lietuvos žinios

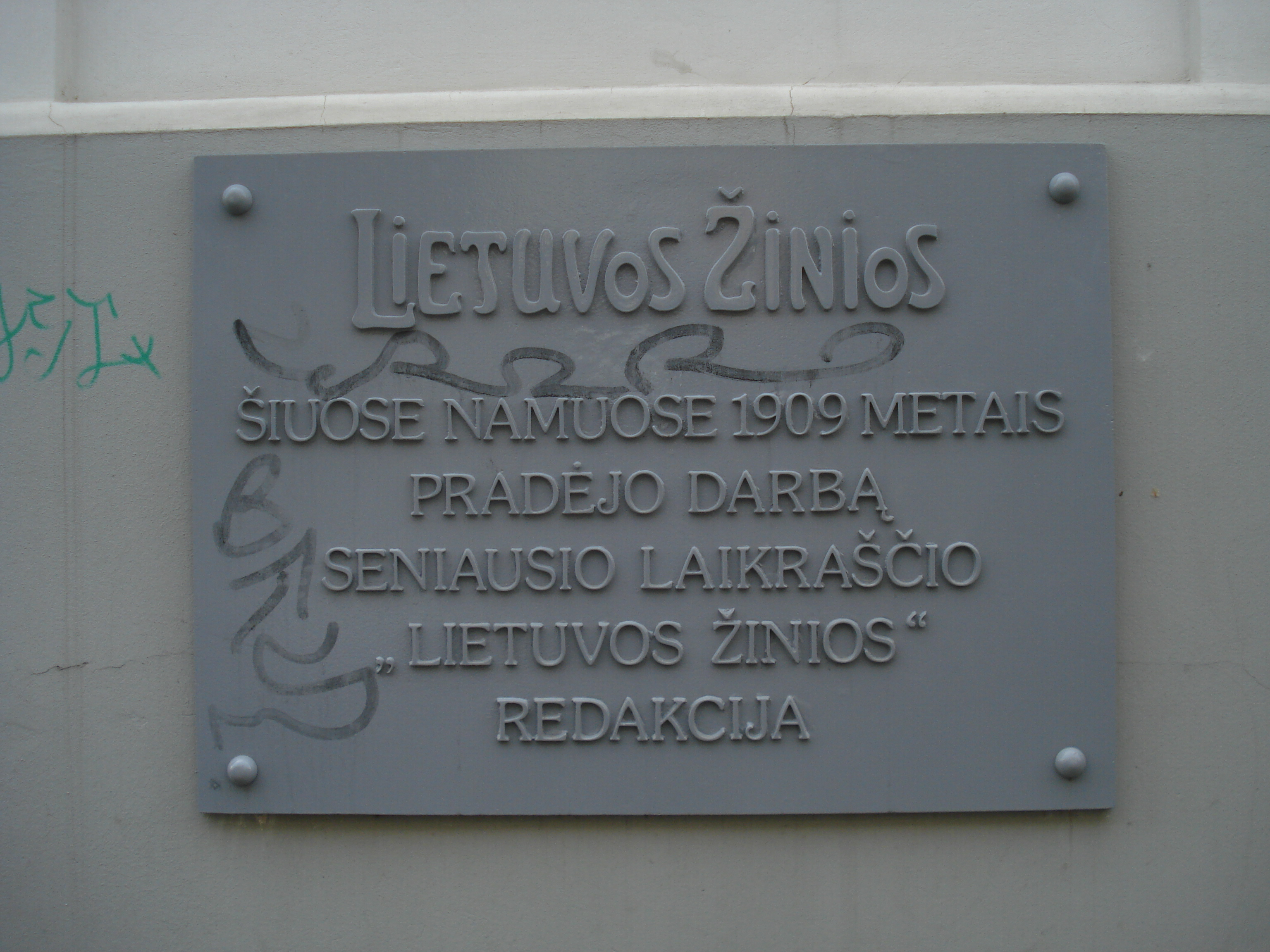
Gedenktafel in Vilnius, Vilniaus Str. 25

Lietuvos žinios ist eine der ältesten Tageszeitungen in Litauen.

## Geschichte
Die Zeitung wurde im Juni 1909 als Nachfolger der „Vilniaus žinios“ gegründet.
Von 1909 bis 1915 war sie eine liberale Zeitung in Vilnius, von 1914 bis 1915 Tageszeitung. Der Gründer war Jonas Vileišis. Sie wurde von dem Unternehmen „Felicija Bortkevičienė, dr. Kazys Grinius ir Ko“ herausgegeben und war Organ der Lietuvos demokratų partija.
Sie gehört dem Konzern Achemos grupė.

## Redakteure
| - Jonas Vileišis – 1909–1910 - S. Mošinskaitė – oficialiai, 1910–1913 - Gabrielė Petkevičaitė-Bitė 1909–1913 - Kazys Grinius – 1909–1910 - Mykolas Sleževičius – 1910–1913 - Žemaitė – offiziell, 1913–1915 - Jokūbas Šernas – 1914 - Jurgis Šaulys – 1914–1915 - Felicija Bortkevičienė – 1922–1936 - Antanas Sugintas – 1924–1925 - Pranas Dailidė – 1927–1928 - Juozas Pronskus – 1926 1932–1936 - Jonas Šimkus – 1928–1932 | - Jonas Strimaitis – 1929–1930 - Jonas Kardelis – 1936–1940 - Antanas Rūkas – 1940 - Gintautas Iešmantas, Virginija Kligytė – 1990–1990 - Mečislovas Šaltenis – 1990–1991 - Algirdas Abromaitis – von 1991 bis 1993 - Audrius Rudys – 1993–1994 - Saulius Stoma – 1996–1997 - Algimantas Žukas – 1997–1998 - Vidas Rachlevičius – 1998 - Vilma Bartuškaitė – 1999–2001 - Rytas Staselis – 2001–2002 - Valentina Čeplevičiūtė – 2002–2007 - Valdas Vasiliauskas 2007–2012 - Ramūnas Terleckas 2012–2019 |